# Asteroid tipa K
 Asteroid tipa K je vrsta zelo redkih asteroidov.
Imajo zmerno rdeč spekter pod 0,75 μm in rahlo modrega nad to valovno dolžino. Njihov albedo je zelo nizek (~0,10). 
Spekter v splošnem spominja na meteorite skupine CV in CO.
Asteroidi tipa K pripadajo v Tholenovem načinu razvrščanja asteroidom tipa S z neizrazitim spektrom.

Tip K je predlagal J. F. Bell s sodelavci v letu 1988 za telesa, ki imajo plitvo absorbcijo pri 1 μm in nimajo absobcije pri 2 μm. To so značilnosti, ki so jih našli pri analizi asteroidov družine Eos.
Primeri asteroidov tipa K :
- 221 Eos
- 402 Kloeja
- 417 Suevija